# Aufklapp-Bilderbuch

Vorführung eines Pop-up-Buches

Ein Aufklapp-Bilderbuch oder Pop-up-Buch (manchmal auch Stehauf-Bilderbuch oder Aufpoppbuch) ist ein Buch, das beim Aufschlagen einer Seite ein durch Falttechnik integriertes Element „herausspringen“ und somit räumlich erscheinen lässt. Manchmal wird der Effekt noch verstärkt, indem mithilfe von kleinen Papphebeln interaktiv in das Bildgeschehen eingegriffen werden kann, zum Beispiel können Türchen geöffnet und geschlossen oder ein Element in Form eines Autos kann hin und her geschoben werden.

## Begriff
Im deutschen Sprachgebiet sind Aufklapp-Bilderbücher auch bekannt unter Begriffen wie Klapp-, Kulissen-, Tunnel-, Panorama-, Stehauf-, Aufstell-, Verwandlungs- und Spielbilderbuch bzw. lebendes oder bewegliches Buch. Eine Sonderform stellen jene Art Ziehbücher dar, bei denen an einer Lasche Einzelteile oder Kulissenelemente nicht geklappt, sondern herausgezogen werden und dadurch gleichfalls eine Bewegung und optische Veränderung hervorgerufen oder suggeriert wird. In der heutigen Zeit werden gerade im deutschen Sprachgebrauch unter den Begriff nahezu alle Bücher gezählt, die bewegliche Elemente enthalten. In den angelsächsischen Ländern ist das Pop-up-Buch dagegen nur eine Erscheinungsform (unter vielen) der beweglichen Bücher, weshalb dort auch sprachlich zutreffender der Begriff movables oder animated books verwendet wird. In Italien werden derartige Bücher entsprechend libri animati und im französischen Sprachgebrauch livres animés genannt.

## Geschichte
Von ca. 1860 an waren deutsche Künstler, Drucker und Verleger maßgeblich an der weltweiten Verbreitung dieses Buchtyps beteiligt. Gefördert wurde dies durch die seinerzeit in Deutschland entwickelten Druckverfahren, die eine hochwertige Wiedergabe farbiger Vorlagen erlaubten und die bislang übliche Handkolorierung ablösten. Zu den herausragenden Buchkünstlern dieser Zeit gehört Lothar Meggendorfer (1847–1925), der heute als wichtiger Wegbereiter der modernen beweglichen oder lebenden Bücher geschätzt wird. Dieser als goldene oder deutsche Ära bezeichnete Zeitabschnitt wurde durch den Ersten Weltkrieg und den damit verbundenen Wegfall der Druckkapazitäten beendet. In der Zeit danach entstanden weltweit zunächst nur vergleichsweise wenige neue Titel, da die Produktion wegen der Materialkosten und der zur abschließenden Fertigung erforderlichen Handarbeit mit hohen Kosten verbunden war. Dies änderte sich ab ca. 1930, als Verleger preiswerte Bücher mit allerdings zumeist auch geringerer Druckqualität für den breiten Massenmarkt auflegten, wie z. B. die Bookano-Titel in der Reihe der Strand Publications. Nahezu zeitgleich verlegte der Verlag Blue Ribbon Press in New York Bücher, in denen Figuren von Walt Disney und traditionelle Märchen mit beweglichen Elementen animiert werden. Der Verlag prägte für diese Bücher erstmals den Begriff Pop-up, der dann rasch international zum Begriff wurde.
Im anglo-amerikanischen Sprachraum erscheinen pro Jahr bis zu 500 neue Pop-up-Bücher bzw. bewegliche Bücher. In den deutschsprachigen Ländern erscheinen dagegen jährlich vergleichsweise wenige Veröffentlichungen, wobei es sich nahezu ausnahmslos um Übernahmen aus dem Ausland handelt.

## Entwicklung und Herstellung
Neben den Autoren und Illustratoren spielen bei der Entwicklung und Herstellung Papieringenieure eine entscheidende Rolle.

Dabei zeichnen sich zeitgenössische Exemplare durch immer höhere Komplexität aus, wobei gelegentlich auch Musik- und Lichtelemente Verwendung finden. Ziel- und Nutzergruppen sind mittlerweile nicht mehr nur Kinder, sondern auch Erwachsene. Entwicklung, Druck und Fertigung liegen in verschiedenen Händen, wobei vermehrt Titel in verschiedenen Sprachen bei ansonsten gleicher Aufmachung erscheinen. Dabei ist zu beobachten, dass die Herstellung beweglicher Bücher zunehmend maschinell erfolgt und die handwerkliche Fertigung ersetzt. Die Produktion erfolgt derzeit aus Kostengründen vornehmlich in China und (mit abnehmenden Anteil) in Südamerika.

## Ausstellungen
- Von furchtsamen Rittern, edlen Frauen und manch geheimnisvoller Burg, Pop-up-Bücher aus der Sammlung Hans Hartung in der Stadtbücherei Hattingen im Rahmen der 2. Hattinger Kinder- und Jugendbuchwoche (24. Februar 2002 – 16. März 2002)
- Pop-up-Bücher kommen zur Entfaltung, Pop-up-Bücher aus der Sammlung Hans Hartung im Papiermuseum Düren (19. Dezember 2004 – 3. April 2005)
- Pop Up – Fantastische Bücherwelten, Pop-up-Bücher aus der Sammlung Hans Hartung im Haus Kemnade in Blankenstein (4. März 2007 – 28. Mai 2007)
- Aus Hillas Spielzeugkiste – Aufgeklappt! Pop-up-Bücher, Sonderausstellung in der Abteilung Spielzeugwelt des Museums Obere Saline (20. November 2019 – 10. Mai 2020)[1]

## Bibliographie
- Georg Friedrich, Reinhilde von Katzenheim: Lebende Bilder. Bibliographie: annotierte Bibliographie der in deutscher Sprache sowie in Verlagen und Druckanstalten des deutschen Sprachraums erschienenen Bücher und Druckerzeugnisse seit 1900 Sammlung Paperboxx. Edition Comboxx, Berlin/Zürich/Wien 2010, DNB 1002213991.